# Erich Zander
Erich Zander (11. travnja 1905. – nije poznat nadnevak kad je umro) je bivši njemački hokejaš na travi. 
Osvojio je brončano odličje na hokejaškom turniru na Olimpijskim igrama 1928. u Amsterdamu igrajući za Njemačku. Na turniru je odigrao sva četiri susreta. Igrao je u srednjem redu.
8 godina poslije je osvojio srebrno odličje na hokejaškom turniru na Olimpijskim igrama 1936. u Berlinu igrajući za Njemačku. 

## Vanjske poveznice
- Profil na Database Olympics